# Хенесеній-Ной
Хенесеній-Ной (рум. Hănășenii Noi) — село в Леовському районі Молдови. Адміністративний центр однойменної комуни, до складу якої також входить село Миколаївка.